# Skinner Ridge
Skinner Ridge ist ein Gebirgskamm im ostantarktischen Viktorialand. Er erstreckt sich von der Westseite der Eisenhower Range über rund 20 km in südwestlicher Richtung. Zum nördlichen Teil des Kamms gehören Mount Fenton und Mount Mackintosh. 
Die Formation wurde erstmals von der Südgruppe einer von 1962 bis 1963 durchgeführten Kampagne im Rahmen der New Zealand Geological Survey Antarctic Expedition erkundet, die sie nach David Norman Bryant Skinner (* 1938) benannte, einem Geologen der Expedition.